# 노비환천법
노비환천법(奴婢還賤法)은 성종 1년(987년)에 최승로의 건의로 실시된 법제로서, 광종 때의 노비안검법을 되돌려 노비로서 양인(良民)이 된 자들을 다시 이전의 천민으로 되돌리는 법이다. 아래는 최승로의 건의이다.
양민과 천민에 관한 법은 시행된 지가 오래되었습니다. 태조가 창업하신 초기에 본래 노비를 가졌던 사람을 제외하고 그 외에 본래 노비가 없던 신하들이 종군하여 포로를 얻기도 하고 사람을 사서 노비로 삼기도 하였습니다. 광종 때에 이르러서 비로소 노비를 안험(按驗)하여 그 시비(是非)를 분별하게 하자, 이에 공신의 무리들이 모두 원망하였으나 간(諫)하는 사람이 없었으며, 대목왕후(大穆王后)가 간절히 간했으나 듣지 않았습니다. 그러자 천한 노예들이 때를 만난 듯이 존귀한 이를 업신여기며 앞다투어 허위 사실을 지어내 본주인을 모함한 자가 이루 헤아릴 수 없이 많았습니다. 광종은 스스로 화(禍)의 원인을 만들어 놓고도 능히 이를 막아 끊지 못했으며, 말년에 이르러서는 억울한 사람을 잘못 죽인 일이 매우 많아 크게 덕을 잃었습니다. 그러하니 지금 노비와 주인의 송사를 판결할 때는 상세하고 분명하게 하여 후회가 없도록 힘쓸 것이며, 전대에 판결한 것은 다시 캐고 따져서 세상을 어지럽게 할 필요는 없습니다.

옛 주인을 경멸한 자, 주인의 친족과 다툼을 벌인 자를 노비로 되돌리게 하였으며, 나라에 큰 공로가 있는 노비로서 40세 이후에 양민이 된 자는 이 법을 적용하지 않는다고 하였으나 이 경우에도 옛주인을 가벼히 여긴자는 역시 노비로 되돌리게 하였다. 기준이 객관적이지 않고 시행도 주인이 주장하는 것만으로 사실로 인정되어 대부분의 노비가 환천되었다.
이후 환천규정은 점차 강화되어 현종 때는 환천된 노비가 다시 양민으로 되고자 하면 매를 친 뒤 얼굴에 흠을 내고 죄명을 새겨넣어 주인에게 돌려보냈다.